# Recurvaria leucatella
Recurvaria leucatella là một loài bướm đêm thuộc họ Gelechiidae. Nó được tìm thấy ở châu Âu.
Sải cánh dài 14–15 mm. The moths are on wing từ tháng 6 đến tháng 7 tùy theo địa điểm.
Ấu trùng ăn các loài Crataegus và Malus.

## Hình ảnh

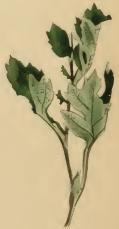
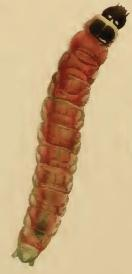
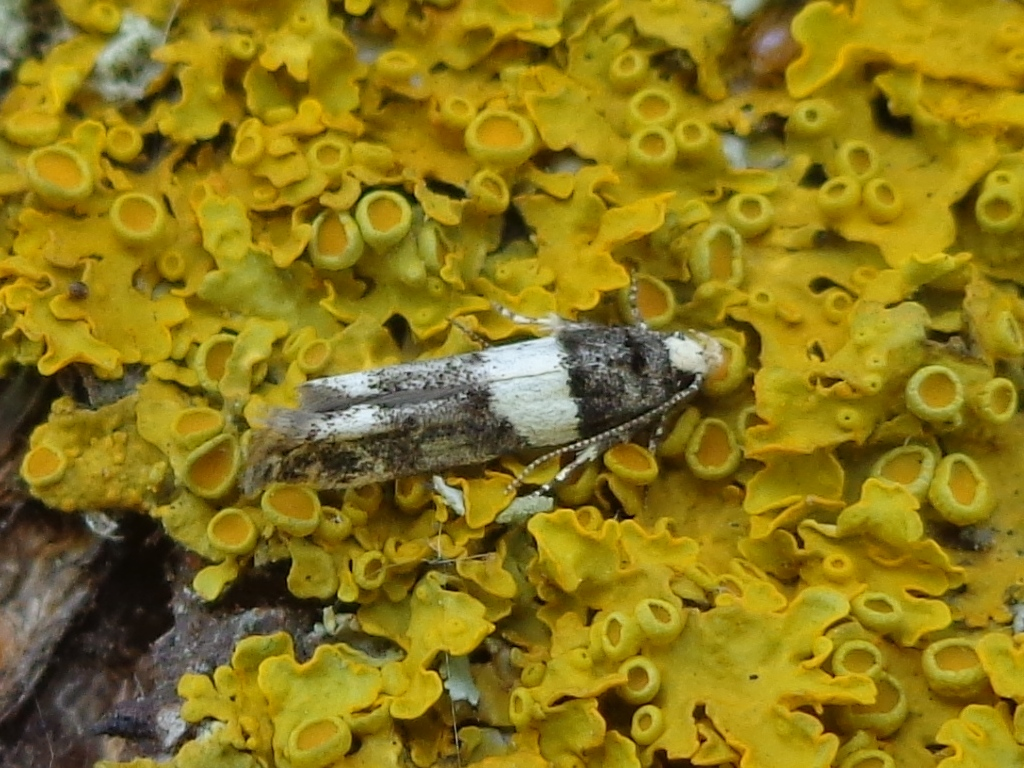
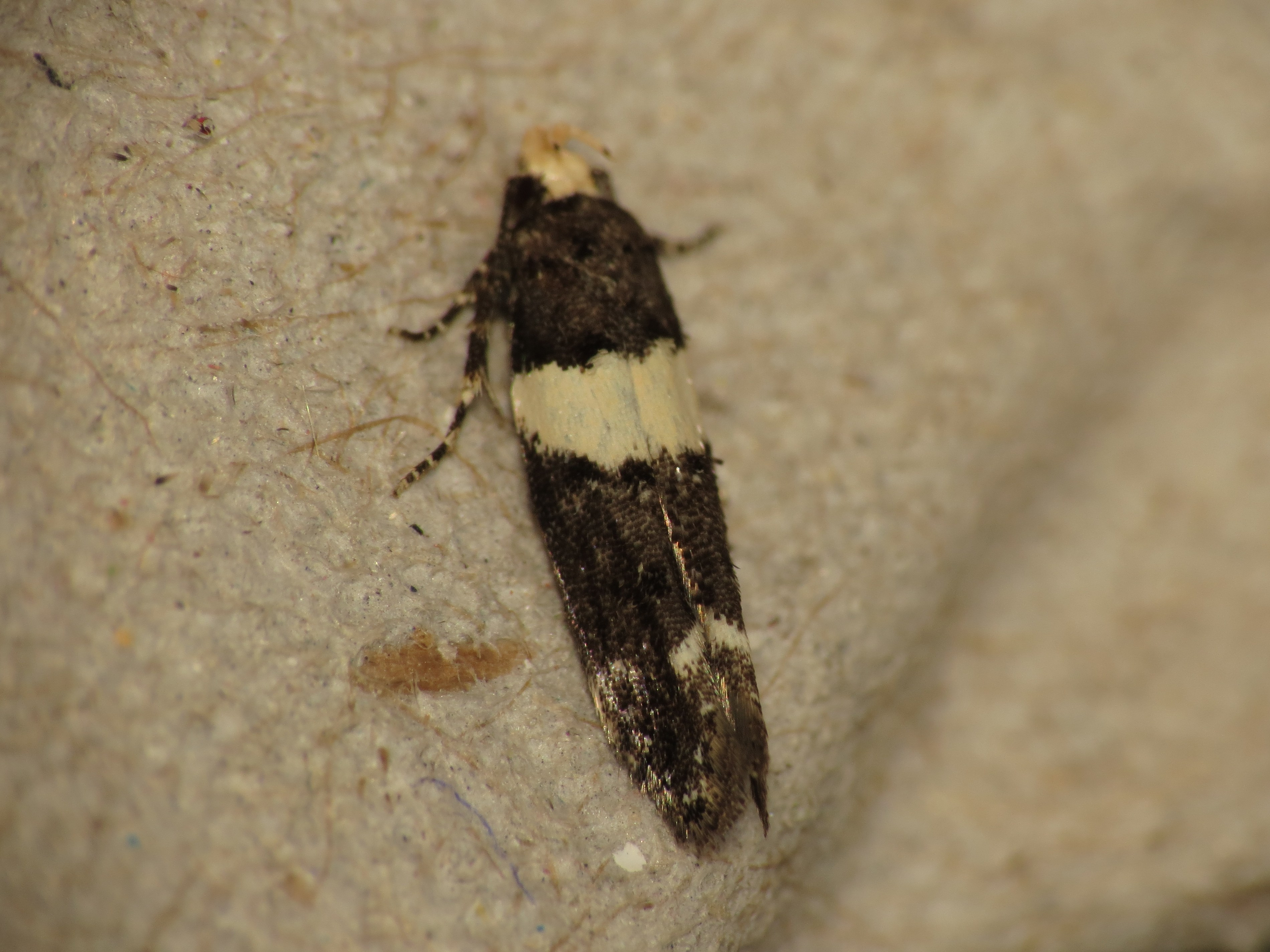